# أحداث وزارة الداخلية
أحداث وزارة الداخلية، هي مظاهرات توجهت من ميدان التحرير نحو وزارة الداخلية بالقاهرة الخديوية، اندلعت احتجاجاً على أحداث ستاد بورسعيد التي اعتبرها ألتراس أهلاوي عقاباً لهتافهم بيسقط يسقط حكم العسكر، وتخلّلها على مدى الأربعة ليالي المتتالية اشتباكات عنيفة بين المتظاهرين وقوات الأمن، وتزامن مع وقوعها أحداث مماثلة في مدن أخرى منها الإسكندرية والسويس، الأخيرة التي شهدت أعنف المواجهات.

## الأحداث

### اليوم الأول (2 فبراير)
خرجت في النهار مظاهرات عديدة منها واحدة في ميدان سفنكس بالمهندسين وأخرى حاشدة من ميدان التحرير توجهت نحو وزارة الداخلية وحدثت اشتباكات أمامها نفى ألتراس أهلاوي أي تورط فيها. واستمرت المظاهرات طوال ليلة 2 فبراير ووقعت إصابات كثيرة عند وقوع احتكاك بين المتظاهرين وقوات الأمن للوصول إلى الوزارة. ورغم النفي الرسمي من ألتراس أهلاوي، نسبت وسائل إعلامية المتظاهرين إلى « شباب الألتراس ». قال المتظاهرون أنّهم واجهوا قمعاً من قنابل مسيلة للدموع بادر بإطلاقها الأمن بطريقة لم يعهدوها منذ أحداث محمد محمود. وأنباء عن وفاة اثنين.

### اليوم الثاني (3 فبراير)
استمرت الاشتباكات في محيط وزارة الداخلية طوال يوم 2 فبراير 2012، حيث وصل عدد الإصابات مع مساء اليوم إلي فوق الألف مصاب (1482) وقتيل واحد بين المتظاهرين بفعل رصاص خرطوش. كما قُتل ضابط جيش (الملازم/ محمد فؤاد عبد المنعم) دهسته سيارة أمن مركزي أثناء رجوعها إلى الخلف لتفادى المتظاهرين.
ومن المصابين في الوجه والعين بخرطوش رجل شرطة، محمد عيد أحد مصممي جرافيك صفحة كلنا خالد سعيد  بسبب حمايته لأحد ضباط الشرطة بعدما هتف الضابط سلمية واستنجد بالثوار ثم غدر به على حسب شهادته  وجرت الاشتباكات في شارع محمد محمود وشارع منصور أثناء «جمعة الرئيس أولاً» - وتضمّنت خروج مسيرات حاشدة من الجيزة[ ؟ ] والمهندسين وغيرها إلى ميدان التحرير ومسيرات في مدن مصرية أخرى كبورسعيد والسويس والمنصورة[ ؟ ] والإسكندرية والإسماعيلية[ ؟ ] - وسقوط جرحى من المتظاهرين في أحداث محيط وزارة الداخلية نُقلوا على دراجات نارية، حيث رفع المتظاهرون أعلام ألتراس الأهلي[ ؟ ] والزمالك، وألقوا اللوم على المجلس العسكري على أحداث استاد بورسعيد وطالبوا بنقل فوري للسلطة. واستمرت الاشتباكات في محيط وزارة الداخلية المصرية (باب اللوق[ ؟ ]).

### اليوم الثالث (4 فبراير)
استمرت الاشتباكات للّيلة الثالثة 

### اليوم الرابع (5 فبراير)
خرجت في النهار مظاهرة نسائية تنادي بإسقاط حكم العسكر، وتسليم السلطة لمجلس الشعب المصري فوراً. كما بادرت قوى سياسية بالتدخّل، منها أحزاب برلمانية وحركات طُلّابية، للوقوف بأجسادهم بين المتظاهرين والأمن ووقف نزيف الدماء واتفقوا مع وزير الداخلية (محمد إبراهيم يوسف) على أن تلتزم قواته بالهدنة ولكن بادرت قوات الأمن بمهاجمة المتظاهرين كذا مرة وتكرّر الأمر حتّى المساء عندما اعتقلت قوات الأمن عدداً من الشباب الذين يبادرون بالتهدئة في شارع منصور ممّا أثار استفزاز المتظاهرين واستمرار التظاهر في مواجهة قوات الأمن. وألقي القبض على عدد من أطباء المستشفى الميداني بشارع الفلكي، وقامت قوات وزارة الداخلية بإحراق التجهيزات الميدانية التي أقامها المتظاهرون لإسعاف المصابين بفعل القنابل المسيلة للدموع والخرطوش وغيره. وأصيب عدة متظاهرين بينهم نساء بطلقات خرطوش. ورُصد سير مدرّعات بسرعات كبيرة أصابت الموجودين بالهلع من متظاهرين وعامة. وطالب المتظاهرون بحقوق شهداء أحداث استاد بورسعيد، وأظهر تقرير مصوّر حوارهم مع ضبّاط شرطة ملثّمين عبر أسلاك شائكة، طلبوا منهم الرجوع إلى ميدان التحرير وقال المتظاهرون أنّ بلطجية يحولون دون رجوعهم. واستمرت الاحتكاكات والكر والفر طوال الليل، وقُطع التيار الكهربائي عن شارع محمد محمود في الليل.

### اليوم الخامس (6 فبراير)
قرر مجلس الشعب المصري ابتعاث لجنة خاصة للتحقق من صحة أنباء عاجلة تروي استخدام الداخلية للعنف (غاز مسيل للدموع وخرطوش[ ؟ ]) في مواجهة المظاهرات، في أوّل جلسة له منذ تفجر الأحداث في القاهرة. ودعا المشير محمد حسين طنطاوي في بيان رسمي إلى الإسراع بإجراءات الترشح للرئاسة (انظر انتخابات الرئاسة المصرية 2012). وتوفي شاب عمره 21 سنة متأثراً بجراحه لتصل حصيلة قتلى القاهرة في هذه الأحداث ثمانية من الشباب. واستمرت اشتباكات متقطعة وكرّ وفرّ بين الطرفين، متبادلين الرشق بالحجارة، وأطلق الأمن قنابل الغاز المسيل للدموع لإجبار المتظاهرين على التراجع نحو بداية شارع محمد محمود باتجاه ميدان التحرير. كما رفع محمد أبو حامد عضو مجلس الشعب طلقة خرطوش[ ؟ ] فارغة أثناء جلسة مجلس الشعب المصري قائلاً أنّ الأمن يستعمل الأسلحة النارية. ودعا رئيسُ المجلس (محمد سعد الكتاتني) وزيرَ الداخلية إلى عدم استخدام السلاح الناري لتفريق المتظاهرين، كما دعا المواطنين الذين يتظاهرون حول مبنى الوزارة إلى الالتزام بالقانون وعدم الاعتداء على المنشآت العامة. ومن المصابين في الوجه وأنحاء الجسم بخرطوش رجل شرطة ملثّم على مدرّعة (أطلق عليها الرصاص ثلاثة مرات) «سلمى سعيد» بدون سبب تعلمه، وكانت المدرّعة تطوف بين وزارة الداخلية وباب اللوق[ ؟ ] الذي كان به المتظاهرون وتبادر بالهجوم عليهم، حسب روايتها. وهاجم العشرات من البلطجية المتظاهرين بالقرب من مصلحة الضرائب برصاص حي، موقعين منهم 3 شهداء. وأصدر رئيس اللجنة القضائية المشرفة على انتخابات الرئاسة قراراً بفتح باب الترشح يوم 10 مارس، واعتبره مرشحون حلاً تنازلياً لاحتواء الأزمة، حيث كان المجلس العسكري مُصرّاً في السابق على الانتهاء من إعداد دستور جديد قبل فتح باب الترشّح، واعتبره آخرون غير كاف.

### اليوم السادس (7 فبراير)
- تقرير اللجنة البرلمانية لتقصي الحقائق على يوتيوب تلتها كلمة وزير الداخلية على يوتيوبالذي قال أنّ قوات الأمن هوجمت من قبل مخرّبين بالحجارة والمولوتوف والخرطوش دفاعاً عن الوزارة.